# CBSオーバーナイトニュース
『CBSオーバーナイトニュース（CBS Overnight News）』は、アメリカ・CBSで毎週月曜日〜金曜日の早朝に放送されている終夜ニュース番組。国内、国際、ビジネスニュースのヘッドライン、特集リポート、インタビュー、全国の天気予報、スポーツのハイライト、解説を組み込んだインフォテインメント形式を維持している。CBSは1982年以来、1992年までは『CBSニュースナイトウォッチ（CBS News Nightwatch）』、その後2015年9月18日までは『アップ・トゥー・ザ・ミニット（Up to the Minute）』として知られていた終夜ニュース番組を放送している。
『CBSイブニングニュース』、『CBSモーニングス』、ニュースパス、テレビネットワークの直営局及びネットワーク提携局、アソシエイテッド・プレス・テレビジョン・ニュースなど、CBSニュースのリソースを最大限に活用している。また、『CBSニュース サンデーモーニング』、『48アワーズ』、『60ミニッツ』、『フェイス・ザ・ネイション』から選ばれた記事の再放送も行われた。

## 概要
『CBSオーバーナイトニュース』の放送は東部時間2:00から始まり、太平洋標準時の特定の地域で同ネットワークの早朝ニュース番組『CBSモーニングニュース』が始まる東部時間8:00まで、連続1時間の放送遅延ループで送信される（殆どのCBS放送局は、自局の朝のローカルニュース番組の開始時間に応じて、現地時間4:00またはそれ以前に『CBSモーニングニュース』を放送する）。同ネットワークの殆どの放送局は、番組のループ全体を放送するのではなく、ローカル番組（通常はインフォマーシャルや放送シンジケーション）を放送するためにその一部を先取りして、開始後5分から最大1時間半の間で進行中の番組に参加し、加盟局が『CBSモーニングニュース』が始まるまで番組をループ放送している。CBSテレビジョン・ステーションズを含む一部の放送局や提携局では、放送の最初の30分間、または朝のニュース番組につながる最初の30分間に『CBSイブニングニュース』の再放送を行っている（KCNCを除き、『フェイス・ザ・ネイション』が代替となる日曜日〜月曜日朝までを除く）。この編成は、 2020年3月の新型コロナウイルス感染症（COVID-19）パンデミックの最中に開始されたが、当時のCBS放送センターの状況により、全ての職員がリモートで勤務し、徹底的な消毒のために建物が閉鎖されたため、『モーニングニュース』は夏まで休止を余儀なくされた。
主な競合相手はABCの『ワールドニュース・ナウ』で、CBSのより率直なニューススタイルよりも不遜な形式を採用している（NBCは1998年に『NBCナイトサイド』を終了して以来、深夜のニュース番組を放送しておらず、ローカルで編成されているシンジケート番組やNBCニュースナウ（NBC News Now）の『トップ・ストーリー・ウィズ・トム・ヤーマース（Top Story with Tom Llamas）』が『アーリー・トゥデイ』につながる）。

## 歴史
番組の歴史は、1982年10月3日に初放送された同ネットワーク初の終夜ニュース番組『CBSニュースナイトウォッチ（CBS News Nightwatch）』の開始にまで遡る。当初、クリストファー・グレン、フェリシア・ジーター、カレン・ストーン、ハロルド・ダウがアンカーを務めていたが、後にメアリー・ジョー・ウェストが加わった。1984年、『ナイトウォッチ』の制作はニューヨーク市からワシントンD.C.に移され、その時チャーリー・ローズ（後に『CBSディス・モーニング』の共同アンカーとしてCBSニュースに復帰）とラーク・マッカーシーがアンカーとなった。同番組の形式は、伝統的なニュース番組とインタビューと討論番組を組み合わせたもので、1982年のオリジナル形式では、ローカル加盟局は番組にローカルニュースの最新情報を挿入するオプションがあった。

### 『アップ・トゥー・ザ・ミニット』
CBSは1992年初頭に『CBSニュースナイトウォッチ』の打ち切り決定を発表した。この頃、ABCとNBCは独自の深夜ニュース番組（それぞれ『ワールドニュース・ナウ』と『NBCナイトサイド』、『ワールドニュース・ナウ』のみが現在も放送中）を開始しており、1992年3月30日に他の2番組と同じ流れのより伝統的なニュース番組『アップ・トゥー・ザ・ミニット（Up to the Minute）』に置き換えた。当初、ラス・ミッチェルとモニカ・ゲイルがアンカーを務めていたが、2人とも1993年に番組を降板し（ゲイルはその後『CBSモーニングニュース』の共同アンカーとなった）、トロイ・ロバーツが後任となったが、その時点で番組はシングルアンカー形式に切り替わり、それが残りの放送で使用された。ニュース番組の制作は、提携ニュースサービスのCBSニュースパスが使用するニュースルームの前にあるニューヨークのCBS放送センターに戻された。レギュラーのオンエア寄稿者には、1998年から番組の技術コンサルタントを務めたジョン・クエイン（John Quain）が含まれていた。
番組のオンエアグラフィックパッケージとセットは、CBSニュースの昼間の放送よりも数年遅れていることが多く、ニュース部門の1990年代初頭時代のグラフィックパッケージのコンポーネントが2000年をはるかに超えて番組で使用されていた。これらのグラフィックは、『CBSイブニングニュース』の現在の外観に合わせて2005年、2006年、2009年に更新され、さらに2011年にも更新された。アンカーの後ろのニュースルームも磨りガラスのパネルで覆われており、壁に沿って取り付けられた同様に時代遅れのCBSニュースと『アップ・トゥー・ザ・ミニット』のブランドを隠すためと思われる。2009年3月、ミシェル・ギーランがアンカーに任命された時、番組の制作は『CBSモーニングニュース』と統合され、両方の番組で同じアンカーが起用された。
2012年11月、三大テレビネットワークまたは主要ケーブルニュースチャンネルで高解像度テレビでの放送を開始した最後のニュース番組となった。当時、番組の制作はCBS放送センターのスタジオ57に移され、このスタジオスペースは『CBSディス・モーニング』の本拠地でもあった。それまでは、標準解像度テレビで放送され続けていた（ちなみに、『CBSモーニングニュース』は2年前の2010年11月にHDにアップグレードされていた）。

### 『CBSオーバーナイトニュース』
2015年6月25日、「ニューズデイ」は、CBSニュースが『アップ・トゥー・ザ・ミニット』の打ち切りを決定したが、3:00のニュース枠は維持する予定であると報じた。『アップ・トゥー・ザ・ミニット』は同年9月18日に23年間の放送に幕を閉じた。3日後の9月21日、主に残りのCBSニュースとの一貫性を保つために行われたブランド変更で、『CBSオーバーナイトニュース（CBS Overnight News）』に置き換えられたが、内容に関しては、前番組と殆ど変わっていない。
主な変更点は、ライブアンカーが存在しないことである。代わりに、前日の『CBSウィークエンドニュース』（日曜日夜〜月曜日朝まで）と『CBSイブニングニュース』（その週の残りの日）のレギュラーアンカーが、西海岸最終版の『イブニングニュース』から再放送された記事や追加コンテンツを紹介することで、CBSニュースの様々な代理記者と共に番組の「ホスト」を務める。『CBSイブニングニュース』のブランドはストーリーパッケージに残る。『オーバーナイトニュース』ルームには、常に最新ニュースに対応できるスタッフが常駐している。

## アンカー
- クリストファー・グレン（英語版）（1982年 - 1984年、故人）
- フェリシア・ジーター（Felicia Jeter、1982年 - 1984年）
- カレン・ストーン（Karen Stone、1982年 - 1984年）
- ハロルド・ダウ（英語版）（1982年 - 1984年、故人）
- メアリー・ジョー・ウェスト（Mary Jo West、1983年 - 1984年）
- チャーリー・ローズ（英語版）（1984年 - 1990年、後にFOXとPBS、現：解雇）
- ラーク・マッカーシー（Lark McCarthy、1984年 - 1992年）
- ラス・ミッチェル（英語版）（1992年 - 1993年、現：クリーブランドのWKYC）
- モニカ・ゲイル（英語版）（1992年 - 1993年、後にデトロイトのWJBK（英語版）、現：引退）
- トロイ・ロバーツ（英語版）（1993年 - 1995年、現：『48アワーズ』記者）
- シャリル・アットキソン（英語版）（1993年 - 1995年、現：オハイオ州コロンバスのWSYX、シンクレア・ブロードキャスト・グループ特別特派員）
- ナネット・ハンセン（英語版）（1995年 - 1998年）
- ミカ・ブルゼジンスキー（1997年 - 2000年、現：MSNBC）
- メリッサ・マクダーモット（英語版）（2000年 - 2006年3月10日）
- メグ・オリバー（英語版）（2006年3月20日 - 2009年3月20日）
- ミシェル・ギーラン（Michelle Gielan、2009年3月23日 - 2010年6月18日）
- ベティ・グエン（英語版）（2010年6月21日 - 2012年4月6日、後にNBCニュース、現：ニューヨーク市のWPIX-TVで朝の共同アンカー）
- テレル・ブラウン（Terrell Brown、2012年4月9日 - 2013年1月18日、現：シカゴのWLS-TV）
- アン＝マリー・グリーン（英語版）（2013年1月21日 - 2015年9月18日）
- ジェフ・グロール（2015年9月21日 - 2016年5月2日、2017年12月5日 - 2019年5月10日）
- スコット・ペリー（2015年9月22日 - 2017年6月16日）
- エレイン・キハノ（英語版）（2016年5月9日 - 2020年6月1日）
- アンソニー・メイソン（英語版）（2017年6月20日 - 2017年12月1日）
- ノラ・オドネル（2019年7月16日 - 現在）
- ジェリカ・ダンカン（英語版）（2020年12月7日 - 現在）